# Nežárka
Die Nežárka (deutsch Naser, tschechisch bis 1654: Včelnice) ist ein rechter Nebenfluss der Lainsitz in Tschechien.
Sie entsteht in Jarošov nad Nežárkou durch den Zusammenfluss von Kamenice und Žirovnice. An ihrem Lauf nach Südwesten liegen die Orte Rodvínov, Jindřichův Hradec, Horní Žďár, Dolní Žďár, Horní Lhota, Lásenice und Dolní Lhota, wo der Fluss seine Richtung nach Nordwest ändert.
Weitere Orte am Fluss sind Stráž nad Nežárkou, Albrechtice  und Hamr nad Nežárkou. Nach 56,2 km mündet die Nežárka in Veselí nad Lužnicí in die Lainsitz.
Bei Šimanov mündet die Nová řeka, ein Kanal der zum Schutz des 1590 errichteten größten mitteleuropäischen Teiches Rožmberk (Rosenberger Teich) bei Třeboň vor Hochwasserschäden, zur Ableitung von Wasser der Lainsitz in die Nežárka geschaffen wurde. Der Asteroid des mittleren Hauptgürtels (2390) Nežárka wurde nach dem Fluss benannt.

## Zuflüsse
- Radouňský potok (r), Jindřichův Hradec
- Hamerský potok (l), Jindřichův Hradec
- Řečička (l), Jindřichův Hradec